# Relaciones OTAN-Rusia
Las relaciones OTAN-Rusia se establecieron en 1991 en el marco del Consejo de Cooperación del Atlántico Norte. En 1994, Rusia se unió al programa Asociación para la Paz y, desde entonces, los países de la OTAN y Rusia han firmado varios acuerdos importantes de cooperación.
El Consejo Rusia-OTAN fue establecido en 2002 para manejar asuntos de seguridad y proyectos conjuntos. La cooperación entre Rusia y la OTAN ahora se desarrolla en varios sectores principales, que incluyen: la lucha contra el terrorismo, la cooperación militar, la cooperación en Afganistán (incluido el transporte por parte de Rusia de carga no militar de la Fuerza Internacional de Asistencia para la Seguridad y la lucha contra la producción local de drogas), cooperación industrial y no proliferación de armas.
El 1 de abril de 2014, los países miembros de la OTAN decidieron por unanimidad suspender toda cooperación práctica con la Federación Rusa en respuesta a la adhesión de Crimea, pero el Consejo OTAN-Rusia (NRC) no fue suspendido. El 18 de febrero de 2017, el Ministro de Relaciones Exteriores de Rusia, Sergey Lavrov, dijo que apoyaba la reanudación de la cooperación militar con la alianza de la OTAN. A fines de marzo de 2017, el Consejo se reunió antes de una conferencia de Ministros de Relaciones Exteriores de la OTAN en Bruselas, Bélgica.
En octubre de 2021, tras un incidente en el que la OTAN expulsó a ocho funcionarios rusos de su sede en Bruselas, Rusia suspendió su misión ante la OTAN y ordenó el cierre de la oficina de la OTAN en Moscú.

## Nueva Guerra Fría

### Discurso de Vladímir Putin en Múnich
El discurso de Vladímir Putin en Múnich fue un discurso del presidente ruso Vladímir Putin dado el 10 de febrero de 2007 durante la Conferencia de Seguridad de Múnich.
Putin usó el discurso para expresar puntos significativos de la dirección futura de la política exterior rusa. En los años siguientes recibió descripciones en la prensa rusa como "histórico" y "profético". En Occidente se considera el primer hito del enfrentamiento entre Rusia y la OTAN tras el fin de la guerra fría.
En su intervención, Putin condenó firmemente los esfuerzos de Estados Unidos por construir un mundo unipolar, criticó el acercamiento de la OTAN hacia las fronteras de Rusia, la configuración del sistema internacional y llamó a la calma en la cuestión del programa nuclear y de misiles de Irán, aunque pidió aclaraciones sobre el mismo. También se abordó otros asuntos de importancia global.

## Solicitud de garantías de no adhesión de Ucrania a la OTAN
El 30 de noviembre de 2021, el presidente ruso Putin declaró que una expansión de la presencia de la OTAN en Ucrania, especialmente el despliegue de cualquier misil de largo alcance capaz de alcanzar ciudades rusas o sistemas de defensa antimisiles similares a los de Rumanía y Polonia, sería una cuestión de «línea roja» para Rusia. Putin pidió al presidente de Estados Unidos, Joe Biden, garantías jurídicas de que la OTAN no se expandirá hacia el este ni pondrá «sistemas de armas que nos amenacen en las proximidades del territorio ruso». Según Putin, «si aparece algún tipo de sistema de ataque en el territorio de Ucrania, el tiempo de vuelo hasta Moscú será de siete a diez minutos, y de cinco minutos en el caso de que se despliegue un arma hipersónica». El Secretario General de la OTAN, Jens Stoltenberg, respondió que «sólo Ucrania y los 30 aliados de la OTAN deciden cuándo está preparada Ucrania para entrar en la OTAN. Rusia no tiene veto, no puede opinar y no tiene derecho a establecer una esfera de influencia para intentar controlar a sus vecinos».
El 1 de diciembre de 2021, el presidente ruso Vladímir Putin dijo que quería recibir garantías de Occidente de que Ucrania no entraría en la OTAN. El 16 de diciembre Stoltenberg declaró que la Alianza no haría concesiones a Rusia en la cuestión de la adhesión de Ucrania. Según él, Ucrania tiene derecho a la protección y, junto con la OTAN, determinará la cuestión del ingreso en la Alianza.
El 17 de diciembre, el Ministerio de Asuntos Exteriores ruso dio a conocer un proyecto de acuerdo entre Rusia y Estados Unidos sobre «garantías de seguridad» y un proyecto de acuerdo sobre medidas para garantizar la seguridad de Rusia y los Estados miembros de la OTAN. En particular, Rusia propone que la OTAN renuncie a la admisión de Georgia y Ucrania, así como a «cualquier actividad militar en el territorio de Ucrania». Rusia también insta a Estados Unidos a no establecer bases militares en la antigua Unión Soviética y a no aceptar a estos países en la OTAN.
El 9 de enero de 2022, tras una visita a Ucrania en enero de 2022 y un viaje a la línea de contacto en el este, el Alto Representante de la UE, Josep Borrell , escribió en su blog del sitio web del Servicio Europeo de Acción Exterior que algunas de las disposiciones de los llamados "proyectos de acuerdo" sobre garantías de seguridad para Rusia, presentados por el Kremlin en diciembre de 2021, contradicen los principios básicos del acta final de Helsinki de 1975, por lo que la disposición de la OTAN y de los países occidentales a debatir estas ideas no significa su voluntad de aceptarlas:

Los dirigentes rusos parecen tener la intención de hacer retroceder el reloj a los viejos tiempos de la lógica de la Guerra Fría. Este tipo de delimitación de esferas de influencia no pertenece al año 2022: no puede haber un Yalta.
Josep Borrell

En este sentido, el 10 de enero de 2022, diplomáticos estadounidenses y rusos mantuvieron conversaciones sobre seguridad en Ginebra para discutir las actividades militares de ambos países y las crecientes tensiones en torno a Ucrania. El jefe de la delegación rusa en una reunión en Ginebra entre Estados Unidos y Rusia dijo que Rusia necesitaba "garantías concretas" de que Ucrania y Georgia nunca se convertirían en miembros de la OTAN, consagradas en la decisión de la Cumbre de Madrid de 2022. Anteriormente, Ryabkov también dijo que «no hay que subestimar los riesgos de una confrontación militar» y que la parte estadounidense, al negarse a no ampliar la OTAN, subestima la gravedad de la situación.
A su vez, Stoltenberg dijo que la OTAN no se comprometerá con Rusia en cuanto a la adhesión de Ucrania y que ésta será decidida por Ucrania y sus aliados. Aseguró que la Alianza ayuda a Ucrania a cumplir los criterios necesarios para el ingreso en la organización.

La Alianza sigue proporcionando a Ucrania apoyo político a su integridad territorial y soberanía, así como asistencia práctica. También es una clara señal de que Ucrania tiene derecho a defenderse.
Jens Stoltenberg

La portavoz del Departamento de Estado estadounidense, Wendy Sherman, afirmó que el principio de "puertas abiertas" de la OTAN está fuera de discusión, y que Washington no renunciará a la cooperación bilateral con los Estados soberanos que quieran cooperar con Estados Unidos. También añadió que en los contactos con Moscú, Washington no pretende decidir el destino de Ucrania sin la participación de Ucrania, de Europa sin Europa y de la OTAN sin la OTAN. Por otra parte, tras una reunión con funcionarios rusos en Ginebra, Wendy dijo que no podía decir si la Federación Rusa estaba preparada para la desescalada cerca de las fronteras de Ucrania, donde Rusia ha estado celebrando la tecnología desde la primavera de 2021.
El 12 de enero de 2022 se celebró en Bruselas una reunión del Consejo Rusia-OTAN, en la que los representantes de Rusia y de los 30 Estados miembros de la Alianza debatieron sobre las exigencias de la parte rusa a la OTAN. Stoltenberg volvió a afirmar que la decisión sobre la disposición de Ucrania a entrar en la OTAN sólo puede ser tomada por Ucrania y 30 aliados de la Alianza, la OTAN "pensará seriamente" en aumentar su presencia en Europa del Este en caso de "nueva agresión rusa." La OTAN también está dispuesta a reabrir su oficina de representación en Moscú, añadió la Secretaría General. Wendy Sherman señaló que la OTAN no abandonará la política de "puertas abiertas", las exigencias de Rusia son inaceptables. Los aliados de la OTAN no estarán de acuerdo con la imposibilidad de seguir ampliando la Alianza y volver a la configuración de finales del siglo XX, en la que insistió la parte rusa durante las negociaciones, afirma la vicesecretaria de Estado estadounidense.
El viceministro de Asuntos Exteriores de Rusia, Alexander Grushko, dijo que la OTAN no profesaba inicialmente la política de "puertas abiertas", que la Alianza declara hoy, si no consigue rechazar las amenazas a su seguridad con medidas políticas, Rusia utilizará medidas militares:

Esta política surgió en 1994 y sirvió para fines muy diferentes a la construcción de la seguridad europea. Tenemos un conjunto de medidas técnico-militares legales que aplicaremos si sentimos una amenaza real a la seguridad, y ya la sentimos si nuestro territorio es considerado como objetivo de armas de ataque selectivo. Por supuesto, no podemos estar de acuerdo con esto. Adoptaremos todas las medidas necesarias para rechazar la amenaza por medios militares, si fallan los medios políticos.
Alexander Grushko

Durante la primera reunión de la OSCE, celebrada el 13 de enero de 2022, el representante permanente de Rusia ante la OSCE, Alexander Lukashevich, declaró que la Federación Rusa se vería obligada a tomar medidas para "eliminar amenazas inaceptables para la seguridad nacional" si no recibía una respuesta constructiva a sus propuestas de seguridad en un plazo razonable:

Si no oímos una respuesta constructiva a las propuestas formuladas en un plazo razonable, y continúa la línea de comportamiento agresivo contra Rusia, nos veremos obligados a sacar las conclusiones oportunas y a tomar todas las medidas necesarias para garantizar el equilibrio estratégico y eliminar las amenazas inaceptables para nuestra seguridad nacional.
Alexander Lukashevich

El ministro de Asuntos Exteriores, Sergei Lavrov, declaró en su conferencia de prensa anual sobre política exterior que a Moscú "se le ha acabado la paciencia" esperando la respuesta de Occidente a las demandas del Kremlin de "garantías de seguridad", y por ello Rusia espera una respuesta por escrito en el plazo de una semana. Lavrov dijo que el Kremlin no esperará "indefinidamente" una respuesta occidental a las demandas de Moscú de que la OTAN no se expanda hacia el este y despliegue tropas en Ucrania y otros países de la antigua Unión Soviética. Los comentarios de Lavrov se produjeron un día después de que la Casa Blanca dijera que la amenaza de una invasión rusa de Ucrania sigue siendo alta, con unos 100.000 soldados rusos desplegados. Al día siguiente, la portavoz de la Casa Blanca, Jen Psaki, declaró que las autoridades rusas deben elegir qué camino tomar: optar por una diplomacia adicional o, en caso de nuevas acciones agresivas, enfrentarse a medidas económicas más estrictas que en 2014.
El 13 de enero de 2021, Antón Krasovski, director de las emisiones en lengua rusa del Canal RT, amenazó con quemar la Constitución de Ucrania en el Jreshchatyk de Kiev debido al curso de su adhesión a la OTAN.
En una entrevista concedida a La Repubblica el 14 de enero, Stoltenberg declaró que Kiev ya había solicitado su ingreso en la alianza político-militar, y que en 2008 la OTAN decidió que Ucrania y Georgia se convirtieran en miembros, pero aún no ha determinado cuándo ocurrirá exactamente.

## Rusia y los países de la OTAN miembros de la Unión Europea
Las relaciones Rusia-Unión Europea desde 2012 es un término que hace referencia a las relaciones entre ambas partes a partir del tercer mandato presidencial de Vladímir Putin en Rusia. Durante este periodo, iniciado en mayo de 2012, las relaciones bilaterales se han visto afectadas principalmente por la guerra ruso-ucraniana que desde 2014 ha originado una serie de sanciones de la UE hacia Rusia, en medio de una asociación económica en la que el sector energético representaba un factor de vital importancia al ser Rusia el mayor proveedor para la Unión Europea hasta agosto de 2023. Adicionalmente las sanciones impuestas por la UE a partir de la invasión rusa de Ucrania en 2022 provocaron un cambio en la actitud de Putin, donde la UE pasó de ser el principal mercado para sus exportaciones energéticas a estar en la lista de países hostiles hacia Rusia que amenazan la seguridad del país.
El principal punto de conflicto entre la UE y Rusia es la influencia que puede ejercer cada parte sobre diversos países de la Europa Oriental (Armenia, Azerbaiyán, Bielorrusia, Georgia, Moldavia y Ucrania). Es así que mientras Rusia recurre a dispositivos económicos, militares y no militares, para mantener a estos países en su esfera de influencia, la UE apoya ocasionalmente la integración de los mismos en las actividades occidentales, apostando por la cooperación dentro del marco de la Política Europea de Vecindad.
La primera fase de la guerra ruso-ucraniana —entre 2014 y 2015— se originó en la cuestión sobre el Acuerdo de Asociación entre Ucrania y la Unión Europea que llevó a los disturbios heterogéneos de índole europeísta y nacionalista del Euromaidán. Posteriormente, la UE condenó la intervención rusa en Ucrania —adhesión de Crimea a Rusia y guerra del Dombás— y suspendió el diálogo sobre las cuestiones relativas a la política de visados y las negociaciones sobre un nuevo acuerdo bilateral. Desde entonces la Unión aplica un enfoque de doble vía que combina sanciones con intentos de encontrar una solución al conflicto en Ucrania.
Tras la invasión rusa de Ucrania iniciada en febrero de 2022, la Unión Europea, Estados Unidos y varios de sus aliados decidieron aumentar las sanciones contra el gobierno ruso iniciadas en 2014. La medida buscaba «paralizar» la capacidad rusa para «financiar su maquinaria de guerra» y dificultar su manejo de activos para obtener liquidez. Además Alemania negó la certificación de gasoducto ruso-alemán Nord Stream 2 —que tarde o temprano perjudicaría a Ucrania—, cuya construcción finalizó en 2021 pero que aún no había entrado en funcionamiento. Adicionalmente varios gobiernos nacionales de los Estados miembros de la UE decidieron enviar armamento y ayuda económica al gobierno ucraniano, así como facilitar la entrada de refugiados ucranianos a sus respectivos territorios.

## Reacción de la OTAN a la invasión rusa de Ucrania de 2022
Adhesión de Finlandia y Suecia a la OTAN
Tras la invasión rusa de Ucrania, la OTAN ha celebrado diversas cumbres, conferencias y reuniones con el fin atender la crisis del conflicto ruso-ucraniano.